# Max Schramm (Politiker)

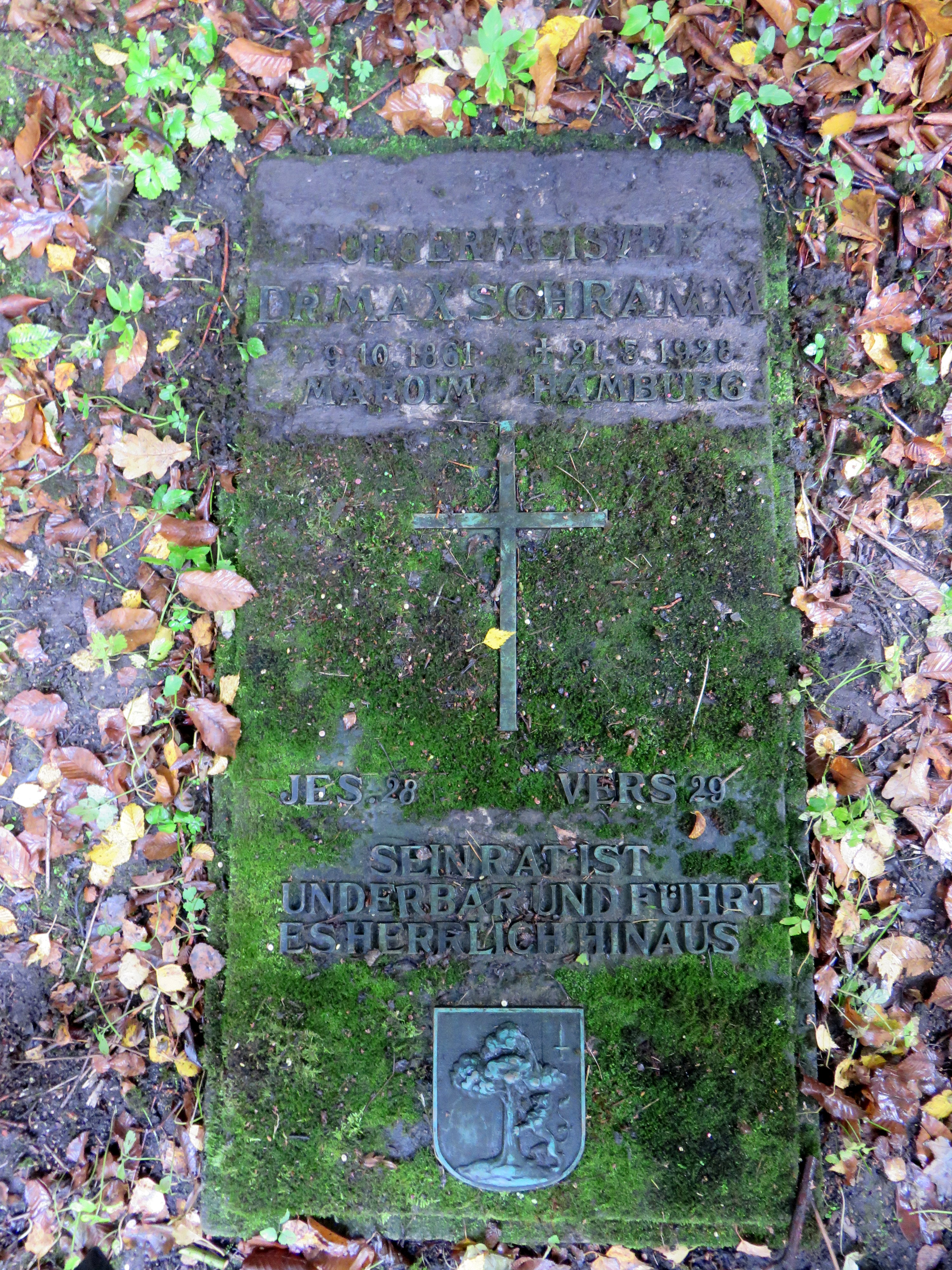
Kissengrabstein für Max Schramm, auf dem Friedhof Ohlsdorf (2016)

Max Schramm (* 9. Oktober 1861 in Maroim, nach heutiger Schreibweise Maruim, im Bundesstaat Sergipe, Brasilien; † 21. Mai 1928 in Hamburg) war ein deutscher Rechtsanwalt und Politiker.

## Leben
Schramm kam 1866 nach Deutschland und wuchs in Hamburg auf, bevor er auf das Gymnasium von Plön wechselte. Er studierte erfolgreich Rechtswissenschaften in Heidelberg, wo er Mitglied der "Hamburger Gesellschaft" war, und in Berlin. Von Oktober 1885 an bereiste Schramm ein Jahr lang Ägypten, Indien, Persien, wo er an einer Audienz bei Naser ad-Din Schah teilnahm, sowie den Kaukasus, und gelangte über die Krim in die Türkei. 1889 erlangte er das Hamburger Bürgerrecht und ließ sich in Hamburg als Anwalt nieder. Später trat er in die Anwaltssozietät von Albert Wolffson und Otto Dehn ein, die von Isaac Wolffson begründet worden war. 1904 wurde er in die Hamburgische Bürgerschaft gewählt, dort schloss er sich der Fraktion der Rechten an. Am 18. September 1912 wurde er für den verstorbenen Johann Heinrich Burchard in den Senat (→ Hamburger Senat 1861–1919) gewählt und schied aus der Bürgerschaft aus. Während des Ersten Weltkrieges wurde Schramm von seinem Senatsamt beurlaubt und war ab Ende 1916 Nachfolger seines Kollegen Friedrich Sthamer im Amt des Präsidenten der Zivilverwaltung des von deutschen Truppen besetzten Antwerpen. Dieses Amt übte er bis November 1918 aus. Auch nach der Novemberrevolution blieb Schramm Senator, zunächst als Demobilisierungskommissar; ab März 1920 richtete er als Gesandter die neue Hamburger Gesandtschaft in Berlin ein, welche sich am Königsplatz 5 gegenüber dem Reichstag befand. Ab September 1920 übernahm Justus Strandes das Amt des Hamburgischen Gesandten. Schramm amtierte von September 1920 bis April 1928 als Bausenator (→ Hamburger Senat 1919–1933). Er berief Fritz Schumacher zum Oberbaudirektor und war dann sein direkter Vorgesetzter. 1925 trat Schramm in die Deutsche Volkspartei ein und wurde zum Stellvertretenden Hamburger Bürgermeister gewählt. Schramm trat am 4. April 1928 von seinen Senatsämtern zurück, da er über keinen ausreichenden Rückhalt in seiner Fraktion verfügte. Johannes Hirsch wurde am 5. April 1928 zu seinem Nachfolger gewählt.

## Familie
Schramms Vater war der Hamburger Kaufmann Ernst Schramm (1812–1882), der in Brasilien Zuckerhandel betrieb. Schramms Mutter Adolphine (* 1826), geborene Jenquel, starb am 10. April 1863 in Brasilien an der Cholera. Der Hamburger Kaufmann und Senator Rudolph Roosen war ein Onkel Schramms.
Schramm war mit Olga (* 1869), geborene O’Swald, einer Nichte des Kaufmanns und Senators William Henry O’Swald verheiratet. Der Historiker Percy Ernst Schramm entstammt der Ehe.

## Ehrungen
1925 wurde Schramm die Bürgermeister-Stolten-Medaille, die höchste Bürgerehrung der Stadt Hamburg nächst der Verleihung der Ehrenbürgerwürde, verliehen.